# Villa Oberhummer

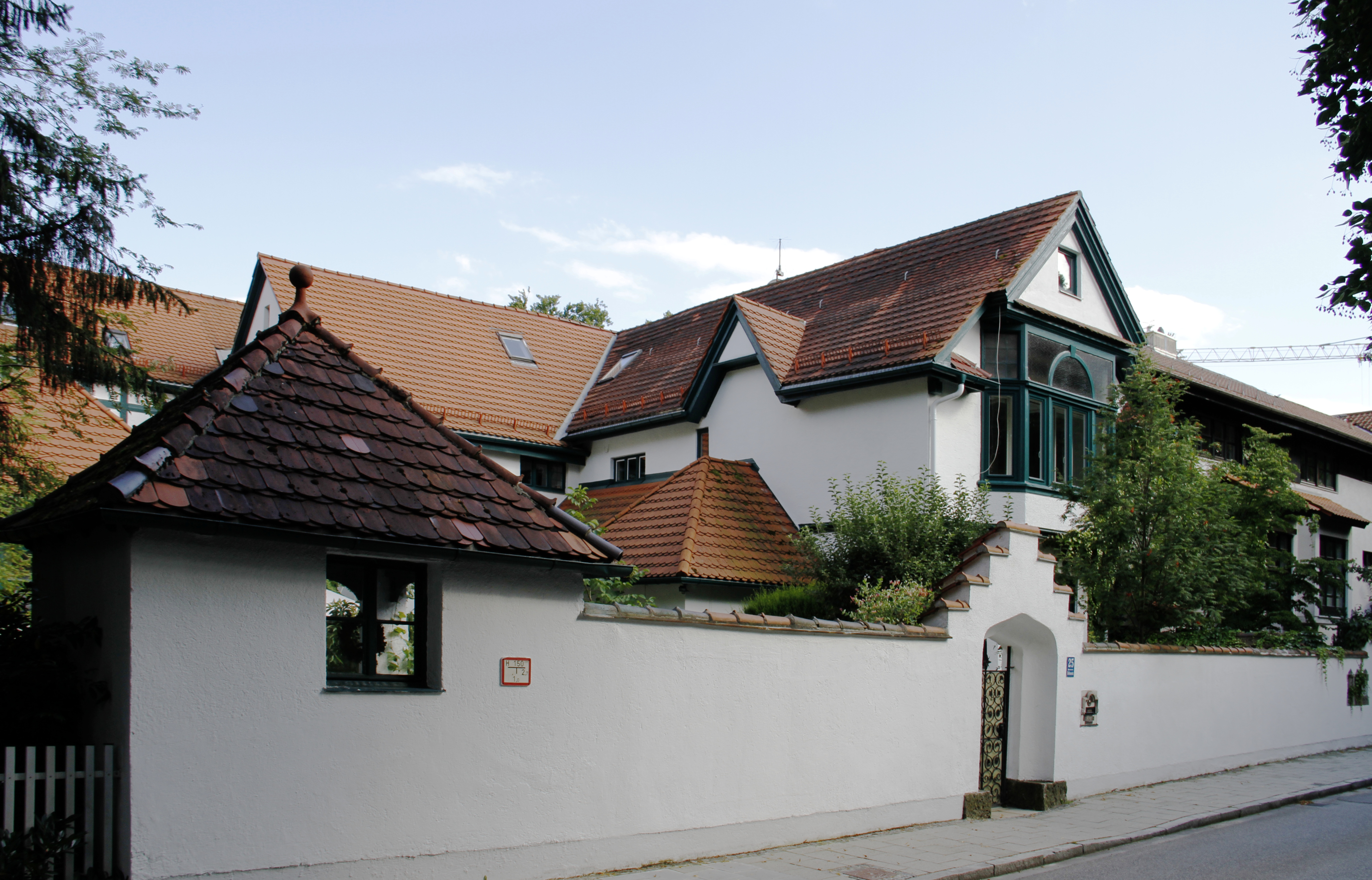
Villa Oberhummer

Die Villa Oberhummer ist ein Wohngebäude in München. Die Villa liegt in der Heilmannstraße 25 in der Villenkolonie Prinz-Ludwigs-Höhe im Münchener Stadtteil Thalkirchen. Das Gebäude ist als Baudenkmal in die Bayerische Denkmalliste eingetragen.

## Geschichte
1901 erbaute der Architekt Gustav Schellenberger, ein Neffe Jakob Heilmanns, des Gründers der Villenkolonie, eine herrschaftliche Villa im englischen Landhausstil. Schellenberger bewohnte das Obergeschoss, im Erdgeschoss richteten Heilmann & Littmann ein Baubüro für die Villenkolonie ein. Entsprechend dienten die Erdgeschossräume der Repräsentation. So ist die Diele nach englischem Vorbild zu einer zweigeschossigen Halle mit Kamin und Kachelofen ausgebaut, von der ein großes Speisezimmer und die Bibliothek abgehen.
1903 erwarben Josephine Oberhummer, eine Tochter Jakob Heilmanns, und ihr Mann, Kommerzienrat Roman Oberhummer (1871–1944), Inhaber des Textilhauses Roman Mayr, das Haus und Grundstück auf dem Isarhochufer. 1904 kauften sie weiteren Grund dazu, der den Isarhang und einen Streifen an dessen Fuß enthielt, der vom Wenzbach durchflossen wird.

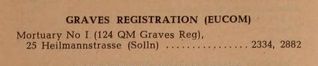
Eintrag des Leichenhauses im Telefonbuch des Munich Military Post mit Stand vom 1. Juli 1947

Zum Ende des Zweiten Weltkrieges beschlagnahmte die US-amerikanische Besatzungsmacht die Villa und nutzte sie auch als Leichenhaus (Mortuary 1). US-amerikanische Soldaten sollen die Urnen mit der Asche von elf nationalsozialistischen Funktionären, die im Nürnberger Prozess gegen die Hauptkriegsverbrecher zum Tode verurteilt worden waren,  am 16. Oktober 1946 in das Haus gebracht und sie am nächsten Morgen in den Wenzbach entleert haben.
In den 1970er-Jahren war die Villa Oberhummer Sitz des südafrikanischen Generalkonsulats, welches seinen Standpunkt 1980 ans Sendlinger Tor verlagerte.

## Architektur
Schellenbergers ursprüngliche Gestaltung der Villa Oberhummer nahm deutlich Anleihen an den Cottages des Londoner Architekten Francis George Fielder Hooper. Schon wenige Jahre später ergänzten Erweiterungsbauten den alten Kern der Villa: Josephine und Roman Oberhummer reichten 1910 bei der Lokalbaukommission Umbaupläne ein, denen zufolge im Norden des Gebäudes ein Küchenanbau errichtet wurde und im Osten ein Speisezimmer. Die Inneneinrichtung übernahm der Architekt Ino A. Campbell mit aufwändigen Stuckverzierungen und Holzvertäfelungen, welche noch heute weitgehend erhalten sind.
Campbell & Drach entwarfen 1910 ein zusätzliches Wirtschaftsgebäude, das den Garten nach Norden hin abriegelte und durch eine Brüstung mit Teepavillon an der Hangkante verbunden wurde. Für das untere Grundstück, heute nicht mehr dazugehörig, reichten Campbell & Drach 1912 Pläne für einen „Wandelgang und Gartenhäuser“ ein. Die gesamte Gartengestaltung mit dem Konzept eines Sonnen- und Schattengartens entwarf der Landschaftsgärtner Karl Foerster aus Potsdam. Die Wandelhalle wurde am 14. September 1943 durch eine Brandbombe zerstört.
In den 1980er-Jahren wurden die einstigen Wirtschaftsgebäude zu Stadtvillen umgebaut und um zwischenliegende Neubauten ergänzt, sodass die Villa Oberhummer heute von weiteren, modernen Anbauten eingefasst wird. Die Villa der 1920er-Jahre ohne Wirtschaftsgebäude wurde 1981–85 vom damaligen Eigentümer Lutz G. Reiff in vier eigenständige Wohnungen unterteilt. Innenausstattung und Raumaufteilung sind dabei weitgehend erhalten geblieben. Diese Eingriffe werden gegenwärtig, in Abstimmung mit dem Bayerischen Landesamt für Denkmalpflege, weitestgehend rückgängig gemacht. 